# Paromenia intacta
Paromenia intacta är en insektsart som beskrevs av Walker 1851. Paromenia intacta ingår i släktet Paromenia och familjen dvärgstritar. Inga underarter finns listade i Catalogue of Life.